# Manifestações contra o encontro da OMC em Seattle

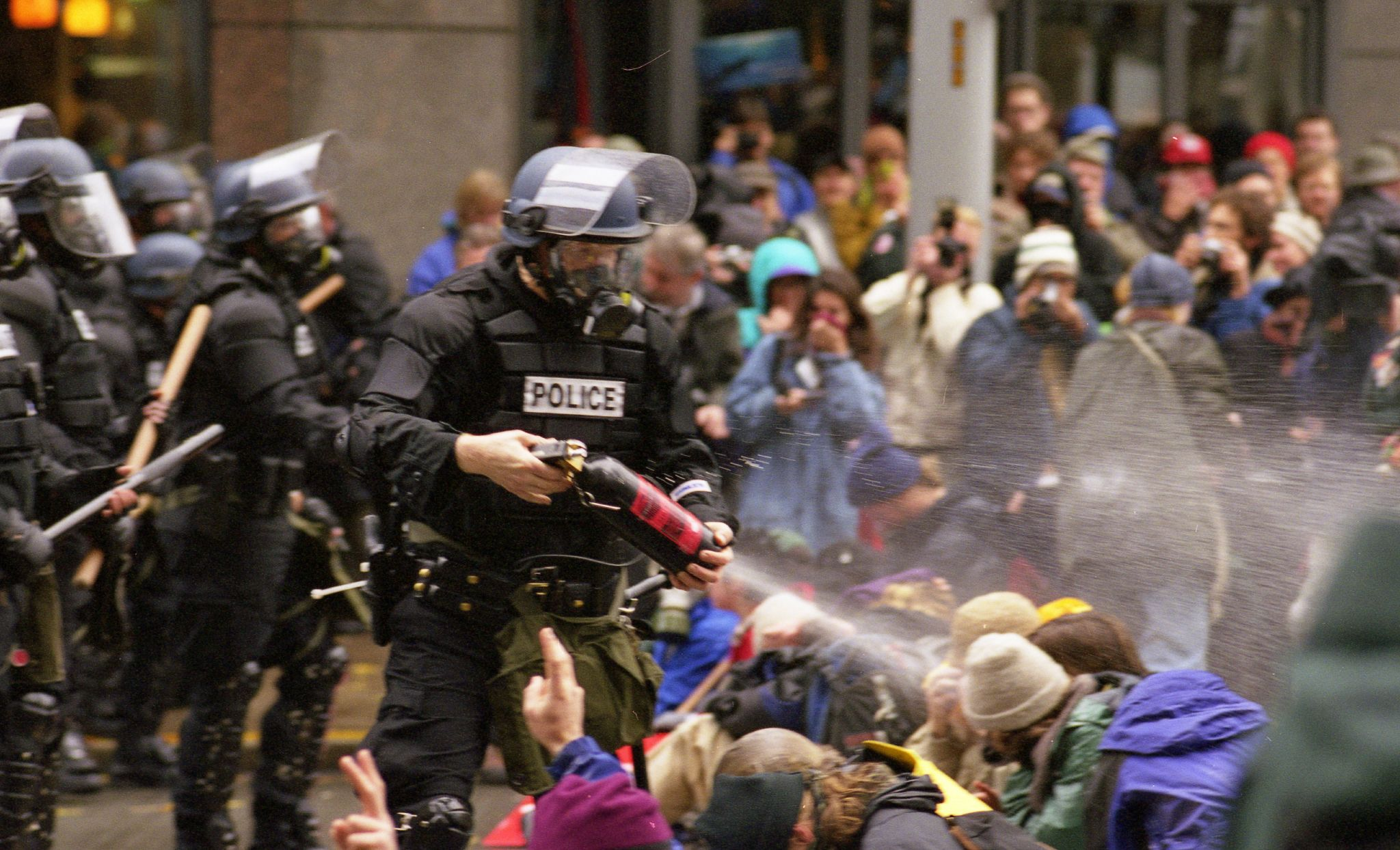
Gás lacrimogênio é lançado por policial da tropa de choque contra um grupo de manifestantes adeptos do que denominam resistência pacífica durante um sit in em meio a uma esquina.

As manifestações contra o encontro da OMC ou N-30, foram manifestações ocorridas em 30 de novembro de 1999 contra a reunião da Organização Mundial do Comércio (OMC), em que entre 40 e 100 mil pessoas — entre as quais ecologistas, anarquistas, trabalhadores sindicalizados, estudantes, pacifistas e humanistas — mobilizaram-se por vários dias, sem declarar terem tido auxílio de qualquer esfera partidária de representação, nas ruas de Seattle até a queda da chamada "Rodada do Milênio".
Os manifestantes envolvidos nos protestos tinham motivações e perspectivas políticas distintas. Enquanto os membros de ONGs e humanistas se contrapunham ao encontro como forma de protestar contra o avanço das políticas neoliberais, que consideravam uma ameaça aos direitos humanos e às políticas de saúde, educação e distribuição de renda nos países mais pobres, na ótica dos ambientalistas as manifestações tinham como objetivo barrar as negociações da OMC, chamando a atenção para a degradação ambiental resultante das políticas desenvolvimentistas estatais e privadas. Na ótica dos sindicalistas era o momento de lutar pela manutenção dos direitos trabalhistas. Para diversos grupos anarquistas a reunião se mostrou uma ocasião para demonstrar o repúdio ao capitalismo global tanto pelas questões sociais como pelas questões ambientais, através de diferentes formas de ação direta.
A Batalha de Seattle é considerada em certos meios como uma manifestação superior a muitas outras ocorridas nos Estados Unidos da América, perdendo apenas para as manifestações contra a Guerra do Vietnã. Os acontecimentos em Seattle ganharam importância histórica como o marco inicial do movimento pela altermundialização, alternativo à globalização corporativa neoliberal, considerada nociva não só por este movimento.

## Condições e momento

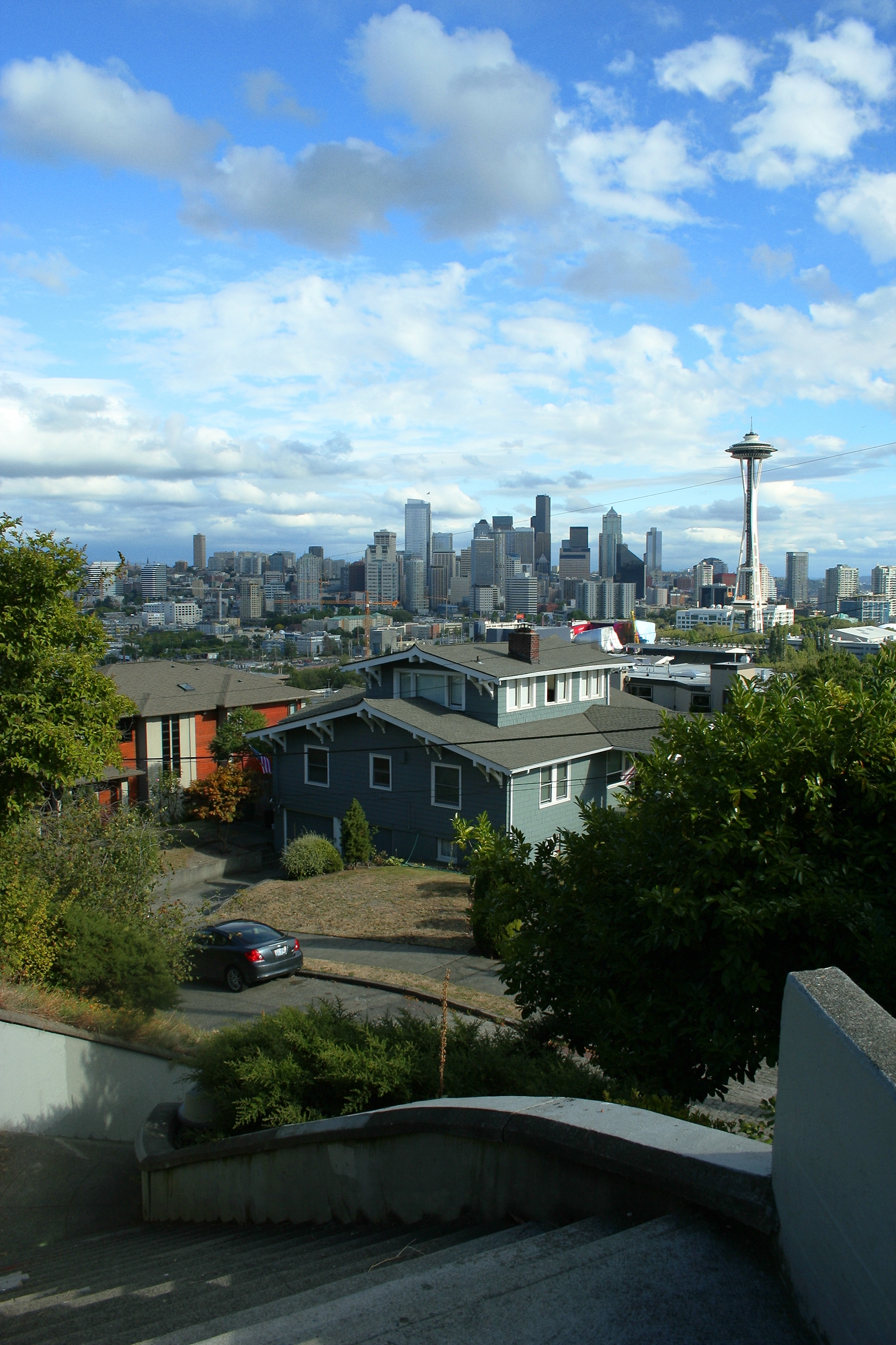
Vista do centro da cidade de Seattle do bairro Queen Anne.

Seattle é uma cidade de 600 mil habitantes, no Estado de Washington (noroeste dos Estados Unidos), e possui um movimento sindical extremamente organizado e desenvolvido. À época os trabalhadores estadunidenses começavam a sentir o que consideravam ser as consequências negativas do NAFTA e às medidas desregulatórias destinadas a impulsionar o livre comércio mundial, acarretando em sérios problemas sociais como a perda de empregos e a precarização das condições de trabalho nos chamados 'países de primeiro mundo'.[carece de fontes?]
Grupos de ativistas que participaram da campanha vitoriosa de 1998 contra o Acordo Multilateral sobre Investimentos (MAI) estavam convencidos que a OMC poderia ser utilizada como mecanismo de tráfico transnacional de influência por corporações. Na perspectiva destes grupos tais corporações buscavam constituir um fórum onde o avanço da agenda corporativa global fosse colocada em primeiro plano, em detrimento das sociedades civis por todo o mundo, em especial desrespeito aos interesses dos chamados 'países de terceiro mundo'. Em 12 de abril de 1999, juntando-se a inúmeras cidades tanto nos Estados Unidos como em outros países do mundo, Seattle se declarou parte da área livre MAI por unanimidade dos votos no conselho da cidade. Este fato político foi encarado como um símbolo da efetividade do lobby democrático em um nível local.
Em 12 de julho, o Financial Times reporta que no último relatório de Desenvolvimento Humano das Nações Unidas defenderam os "princípios de performance para multinacionais em assuntos trabalhistas, negociações e proteção ambiental" indo de encontro com os efeitos negativos da globalização sobre as nações mais pobres". No próprio relatório argumentava que "um aspecto essencial da governança global é a responsabilidade dos povos - na igualdade, por justiça, e pela ampliação das escolhas para todos".

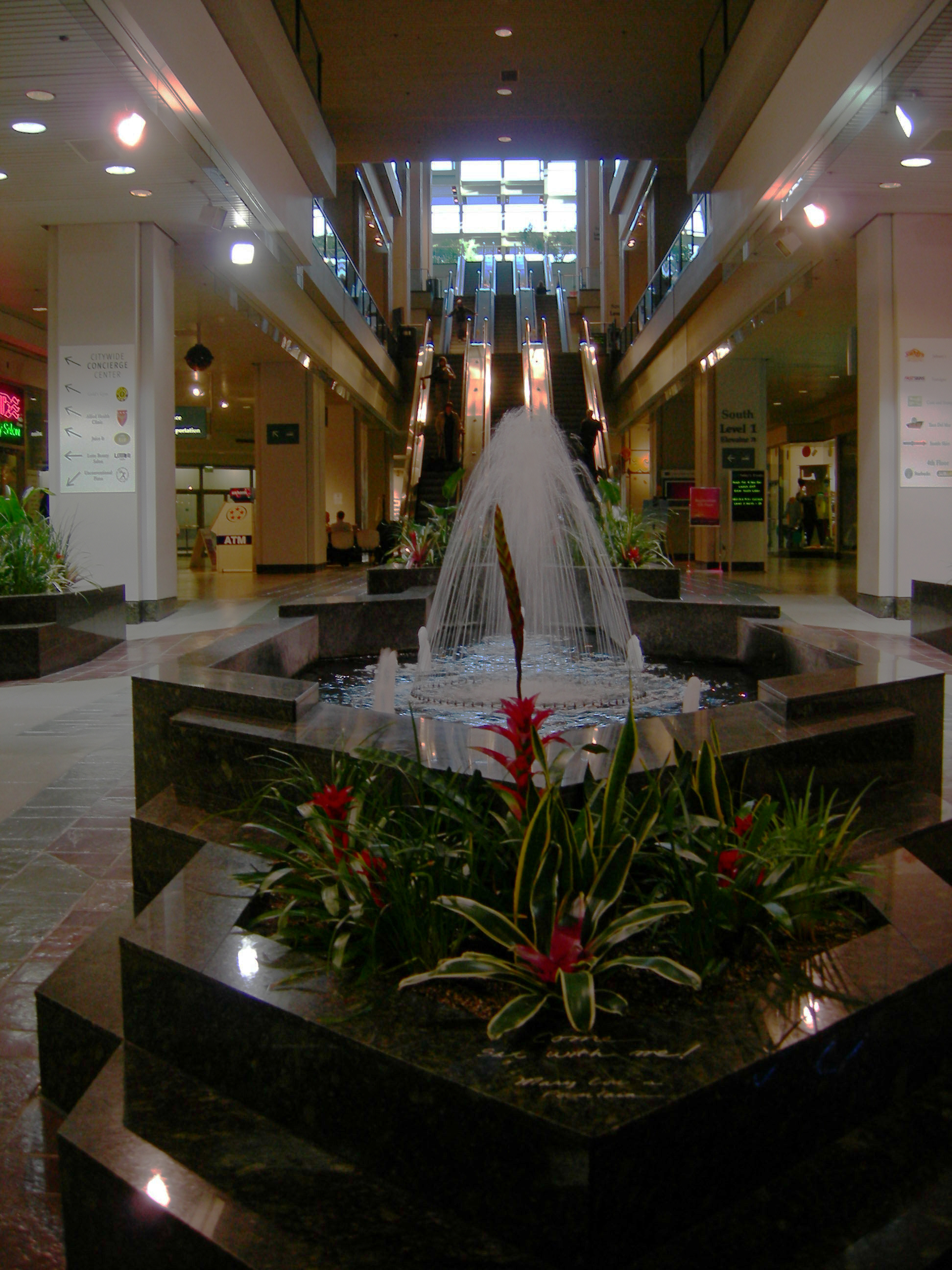
O Washington State Convention and Trade Center foi o palco da reunião e dos inícios dos protestos de 1999

Em 16 de julho, a jornalista Helene Cooper do Wall Street Journal alertou para a possibilidade de uma "mobilização maciça contra a globalização" que estava sendo planejada para acontecer durante a conferência da OMC em Seattle no final do ano. No dia seguinte, o jornal Sunday Independent publicou uma matéria reportando que a OMC teria que lidar com uma tempestade de protestos:[carece de fontes?]

A forma como [a OMC] tem utilizado [seu] poder está levando a uma suspeita crescente de que suas iniciativas realmente têm como intenção controlar todo o mundo. Várias decisões vão de encontro com medidas destinadas a auxiliar as populações carentes do mundo, proteger o meio ambiente, a saúde global, colocando em primeiro plano a salvaguarda dos interesses dos setores privados, geralmente de empresas estadunidenses. "A OMC parece estar em uma cruzada para aumentar o lucro privado à custa de toda e qualquer outra consideração, incluindo o bem-estar e qualidade de vida de grande parte da população mundial", afirma Ronnie Hall, secretário de assuntos econômicos da ONG internacional Amigos da Terra. "parece que ela possui um desejo implacável por ampliar seu poder".[carece de fontes?] 
Em 16 de novembro, uma quinzena antes da conferência, o presidente Clinton emitiu uma ordem executiva de Revisão Ambiental dos Acordos Econômicos que estabelecia o compromisso dos Estados Unidos com a "avaliação das considerações dos impactos ambientais de acordos econômicos". Este ato surpreendeu os negociadores das nações desenvolvidas e os setor corporativo, sendo endossado pelos críticos do Terceiro Mundo e por ONGs. Ambos encararam a revisão como uma esperança frente ao embotamento evidente das ambições da rodada do milênio.

## Organizações e planejamento

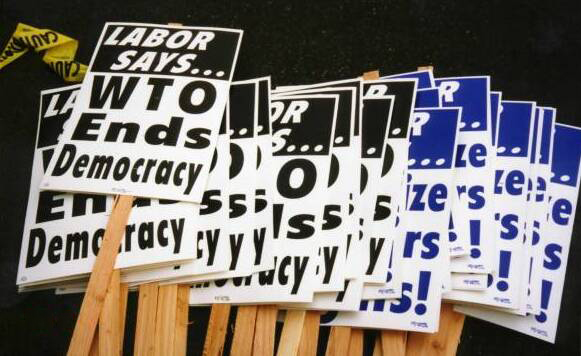
Cartazes em Seattle em 19 de novembro, dizendo: "O Trabalho diz: OMC acaba com a Democracia."

O planejamento para as manifestações começou com meses de antecedência incluindo organizações locais, nacionais e internacionais. Entre os participantes mais notáveis estavam ONGs nacionais e internacionais (especialmente preocupadas com questões referentes ao universo do trabalho, com o meio ambiente e com os direitos do consumidor), sindicatos (incluindo a AFL-CIO, a principal diligência sindical estadunidense), grupos de estudantes, organizações religiosas (Jubileu 2000) e anarquistas (alguns deles integrando o Black bloc).[carece de fontes?]
A coalizão, no entanto, não era abrangente nem homogênea, existiam grupos com posições divergentes tanto na forma de protesto mais adequada, quanto no fim a ser alcançado. Enquanto alguns se opunham as políticas da OMC (especialmente àquelas relacionadas ao livre comércio) em defesa das políticas de estado de bem estar social e medidas reformistas pró-trabalhistas, outros assumiam conscientemente posições anticapitalistas que tinham como intenção atingir o sistema do capital globalizado. Outros ainda tinham como principal preocupação questões ambientais. Muitas das ONGs participantes dos protestos possuíam credenciais para participar do encontro oficial, enquanto também planejavam diversos eventos educacionais de visibilidade.
A AFL-CIO promoveu uma convocatória entre os membros de seu sindicato para uma grande mobilização de protesto contando inclusive com a aprovação do então Presidente Bill Clinton que naquela altura pensava na eleição presidencial do ano que estava para começar.
Entre os diferentes grupos anticapitalistas, geralmente adeptos da ação direta, alguns optaram pela desobediência civil aberta através de atos de dano a propriedade privada relacionada a grandes corporações, e enfrentamento do aparato repressivo estatal. Muitos grupos se organizaram juntos na Rede de Ação Direta (DAN), com um amplo planejamento para impedir a realização do encontro bloqueando ruas e intersecções do centro da cidade impossibilitando que os delegados alcançassem o Centro de Convenções e Negócios do estado de Washington, onde o encontro deveria acontecer.

## Ações contra as corporações
Entre os ativistas mais notáveis estavam grupos de jovens anarquistas, muitos deles vindos da cidade de Eugene, Oregon (onde anarquistas já haviam protestado no verão anterior), que optaram por táticas de confronto direto, planejando e conduzindo atos de destruição a propriedade corporativas no centro da cidade de Seattle. Em um comunicado posterior, seriam listadas as corporações que foram alvos em potenciais, bem como os motivos destes atos considerados pelos manifestantes como crimes corporativos:
Fidelity Investments (maior investidor na Occidental Petroleum, o carrasco da tribo U'wa na Colômbia); Bank of America, U.S. Bancorp, KeyBank e Washington Mutual Bank (um dos principais financiadores da repressão corporativa); Old Navy, Banana Republic e a GAP (com negócios relacionados a família Fisher, são estupradores da floresta do noroeste e exploram trabalho semi-escravo); NikeTown e Levi's (cujos caros produtos são fabricados por mão de obra semi-escrava); McDonald's (traficantes de fast-food que pagam salários miseráveis e são responsáveis pela destruição das florestas tropicais para pasto e matança de animais); Starbucks (traficantes de uma substância viciante cujos produtos são ceifados a um salário abaixo da miséria por agricultores que são forçados a destruir suas próprias florestas para o cultivo); Warner Bros. (monopolistas midiáticos); Planet Hollywood (por serem Planet Hollywood).

## N30

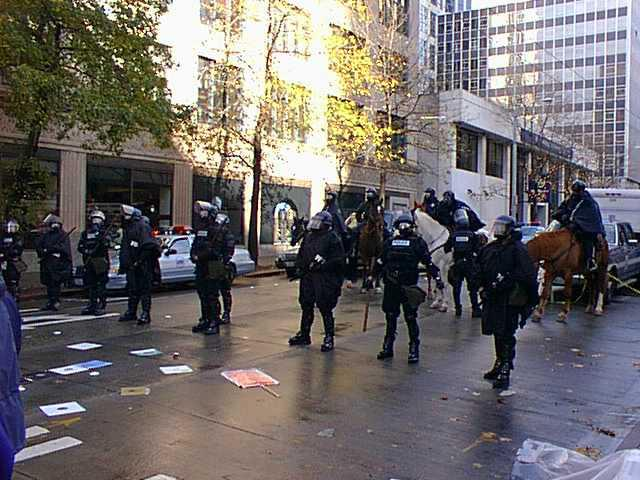
Bloqueio formado por policiais de Seattle na rua Union durante os protestos

Na manhã do dia 30 de novembro de 1999, a plano da Rede de Ação Direta foi colocado em ação. Centenas de ativistas e manifestantes ocuparam as ruas desertas nos arredores do centro de convenções tomando controle dos principais entroncamentos. Nas próximas horas, um número considerável de manifestantes convergiu para a área a partir de diferentes direções. Uma marcha organizada por entidades estudantis autogeridas veio da parte norte da cidade, enquanto uma marcha de cidadãos dos países em desenvolvimento chegou ao centro vindo do sul. Alguns manifestantes participavam de comícios em meio as ruas, outros preferiram aderir aos sit ins bloqueando as esquinas e pelo menos um grupo organizou desde a manhã uma festa de rua (Reclaim the Streets). Enquanto isso, um número significativo de manifestantes bloqueou os principais entroncamentos atados uns aos outros por correntes presas em seus braços.
Os ambientalistas optaram por realizar passeatas multicoloridas, vestidos de tartaruga-marinha e borboletas como meio de chamar a atenção para a questão ambiental. O controle das esquinas levado a cabo por uma multidão de manifestantes impediu os delegados de chegarem de seus hotéis ao Centro de Convenções. Também dividindo o efetivo policial em dois: alguns policiais formaram um cordão em torno do centro de convenções isolando-o do resto da cidade. A polícia fora da área eventualmente se empenhou em acabar com os bloqueios dos manifestantes da parte sul.
Naquela mesma manhã, policiais vinculados a delegacia de King County (King County Sheriff's Office) e ao Departamento de Polícia de Seattle lançaram spray de pimenta, bombas de gás lacrimogêneo, granadas de percussão e balas de borracha contra os manifestantes em diversos bloqueios em uma tentativa de reabrir as ruas bloqueadas e permitir aos delegados da OMC chegarem ao local do encontro, na sexta avenida com a rua Union, diante da violência da ação policial os manifestantes passaram a revidar.[carece de fontes?]

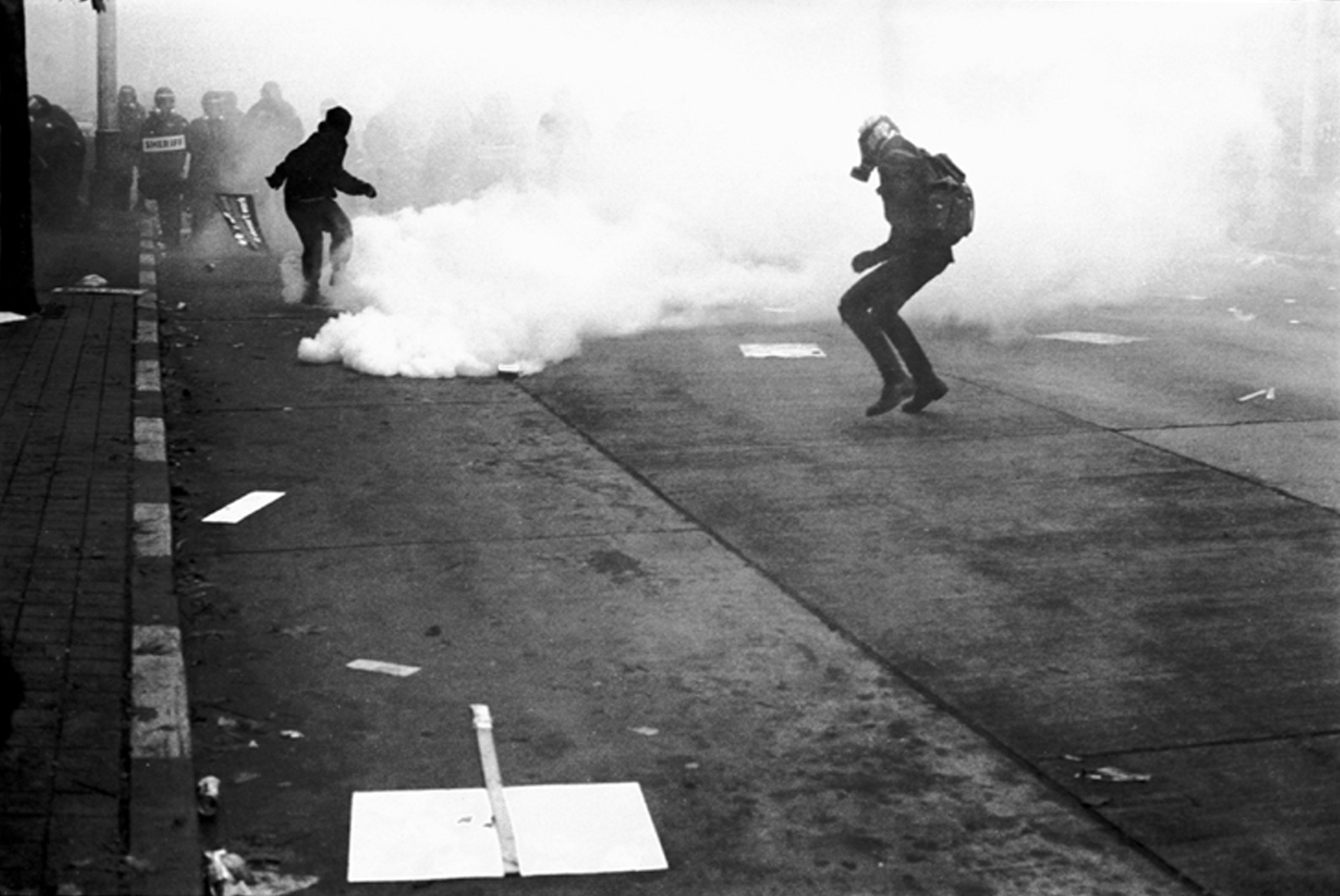
Black Blocs enfrentam a tropa de choque nas ruas de Seattle em 1999

Enquanto isso, no fim da manhã uma marcha sindical saída de um comício de dezenas de milhares de pessoas se dirigiu para o centro de convenções. Ao chegarem aos locais onde estavam os outros manifestantes, os sindicalizados se dividiram: enquanto alguns dispersaram sob as ordens da polícia, outros ignorando as ordens das autoridades se juntaram aos demais às manifestações que deram o aspecto de um carnaval de rua para o centro da cidade.
À tarde a situação se complicou, quando anarquistas com máscaras negras (em uma formação conhecida como black bloc começaram a destruir vitrines, vandalizando as fachadas de lojas, começando com a Fox's Gem Shop. Os atos dos black bloc produziram algumas das mais famosas e controversas imagens dos protestos. Desencadeando uma reação em cadeia em vários sentidos, com manifestantes unindo-se a eles e arrastando latas de lixo para o meio das esquinas ateando fogo sobre elas, com carros de polícia virados, e não-black-blocs se juntando a destruição da propriedade corporativa, impedindo completamente qualquer atividade comercial no centro da cidade.
Outros manifestantes geralmente defendendo posições reformistas e legalistas, tentaram impedir as atividades dos black bloc. Alguns deles até mesmo ameaçando fisicamente os anarquistas. Por sua vez a polícia de Seattle liderada pelo chefe Norm Stamper, não reagiu imediatamente, já que havia sido convencida por alguns organizadores de manifestações durante o processo de permissão que organizadores pacíficos poderiam impedir este tipo de atividade. Rapidamente a polícia acabou sendo suplantada por uma multidão de manifestantes no centro da cidade.
Apesar das discordâncias quanto à melhor forma de manifestar descontentamento o objetivo dos manifestantes era o mesmo barrar a rodada de negociações entre os representantes dos 135 países associados à OMC. Os manifestantes também tinham pontos de vista análogos quanto às consequências negativas do projeto de globalização corporativa, que da sua perspectiva se dá em detrimento da grande maioria da população global e dos ecossistemas do planeta.
A abertura do encontro foi seriamente atrasada, e a polícia adentrou grande parte da tarde e da noite buscando retirar os manifestantes da rua. Diante do êxito dos manifestantes em impedir a reunião o prefeito de Seattle, Paul Schell, impôs um toque de recolher e uma zona de 50 quarteirões ao redor do centro de convenções onde estavam proibidos os protestos. Cerca de 600 pessoas foram presas nos dias que seguiram. Um confronto particularmente violento ocorreu na noite do dia 30 de novembro, quando a polícia perseguiu manifestantes em fuga do centro da cidade até o bairro boêmio de Capitol Hill, usando gás lacrimogêneo, spray de pimenta, e força física. A polícia também ordenou que naquele dia estavam proibidos o uso ou a venda de máscaras de gás no centro da cidade, provocando uma série de críticas.
A dimensão adquirida pelas manifestações foi capaz de até mesmo chamar a atenção de Bill Clinton, então presidente americano, que se posicionou publicamente a favor dos protestos desde que de forma pacífica. Na ocasião Clinton afirmou que "se a OMC quer mais apoio, o público tem de ver, ouvir e participar das deliberações", concluindo que "numa sociedade livre, as pessoas querem ser ouvidas". Ainda em assuntos políticos, a manifestação reuniu debates entre um grupo que defendia a reunião da OMC como um modo dos países mais ricos ajudarem os mais pobres, e um grupo credor de que os Estados Unidos e a União Europeia estavam concentrados em seus próprios interesses econômicos.

## Cobertura jornalística e acusações de autocensura

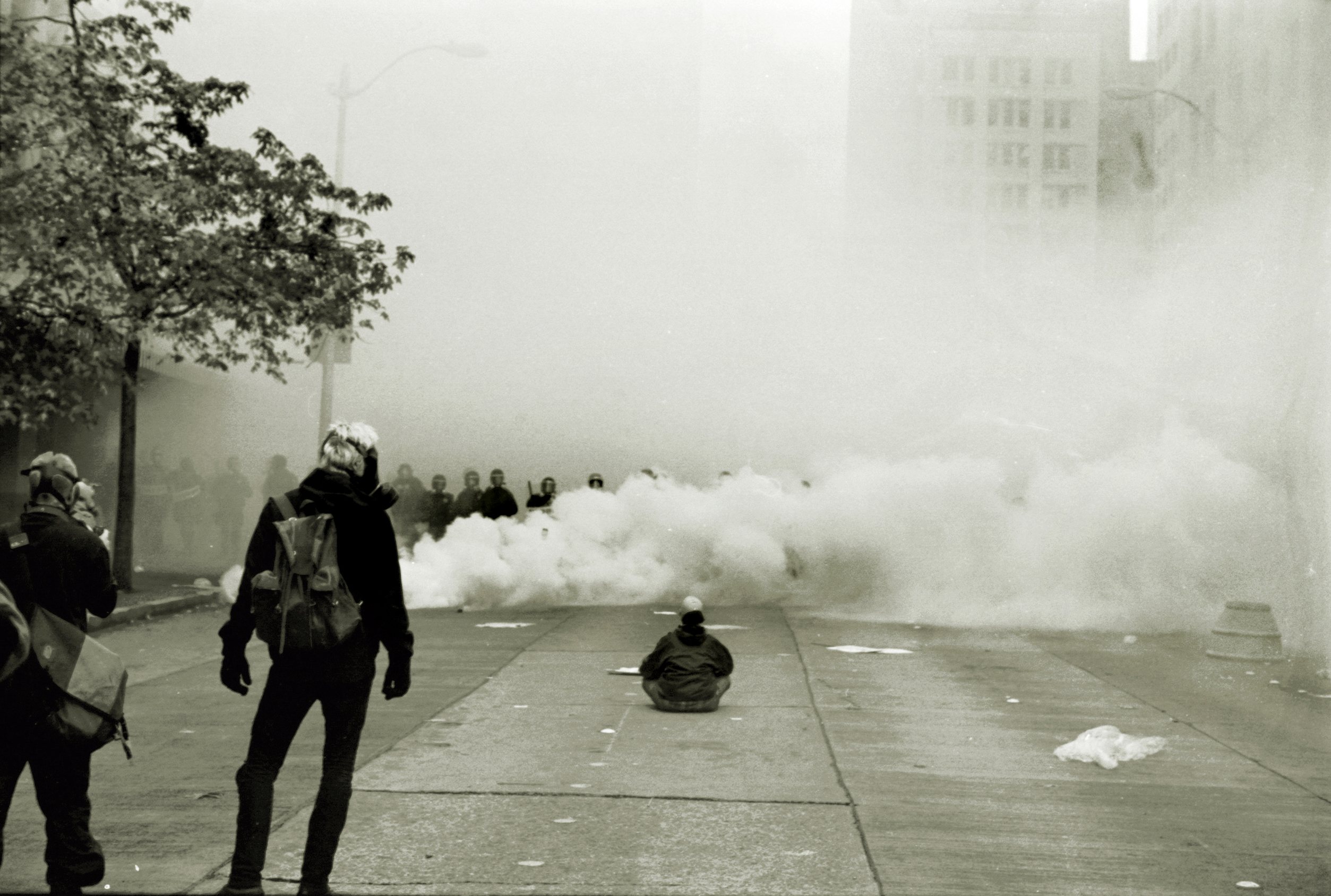
Black Blocs encaram a tropa de choque em meio ao gás lacrimogêneo.

Tanto antes das manifestações quanto no seu decorrer, os meios de comunicação tidos como respeitáveis pela maioria dos estadunidenses médios, agiram como um meio de desinformação sobre as manifestações contra a OMC em Seattle.
Na óptica de muitos manifestantes, bem como na de alguns observadores da imprensa, estaria em andamento um cerco midiático elaborado pelos meios de comunicação que alguns classificam como corporativos. Houve coberturas jornalísticas distintas do mesmo evento. Uma parte da imprensa teria, segundo os críticos, minimizada ou mesmo ocultada a existência de manifestações nas ruas de Seattle em suas reportagens, enquanto outra parte divulgou informações sem fundamentos relatando a ocorrência de atentados contra a vida de delegados e policiais.
Equivocadamente o jornal New York Times publicou um artigo afirmando que os manifestantes contrários à reunião da OMC estavam atirando coquetéis molotov contra a polícia. Dois dias depois o New York Times publicou uma correção dizendo que os protestos foram pacíficos em sua maioria e que não havia manifestantes sendo acusados de atirar objetos contra os delegados ou contra a polícia, mas o erro original persistiu e foi reproduzido em diversos meios midiáticos corporativos.

A Câmara da cidade de Seattle também desmentiu rumores lançados pelo New York Times através de investigações próprias:
"O nível de pânico entre a polícia é evidente pela comunicação via rádio e por seu tratamento inflamado para com a multidão, que excedeu em diversas ocasiões o que foi mostrado nos noticiários. Os investigadores da ARC concluíram que os rumores de que "coquetéis molotov" estavam sendo vendidos em um supermercado e utilizados contra a polícia não tinham qualquer base nos fatos. Mas rumores são importantes para contribuir para o sentimento de perseguição dos policiais que passam a se ver em constante perigo."
Um editorial publicado no jornal The Nation afirmou que coquetéis molotov jamais foram atirados em um protesto antiglobalização dentro dos Estados Unidos.
No Brasil, a Rede Globo inicialmente relutou em abordar as manifestações contra a OMC nas ruas de Seattle em suas matérias jornalísticas. Mas diante da divulgação efetiva nos meios de comunicação internacionais e alternativos na Internet, em rede nacional a emissora emitiu uma matéria divulgando erroneamente a informação de que os protestos se restringiam a grupos de fazendeiros de todo o mundo que se posicionavam "contra o protecionismo do governo norte-americano subsidiando agressivamente seus produtos agrícolas".

## Surgimento da Mídia Independente

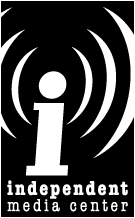
Logotipo do Centro de Mídia Independente.

Indignados com o que consideravam uma cobertura distorcida dos meios de comunicação sobre as manifestações, anarquistas e ativistas com conhecimentos tecnológicos criaram durante os protestos de Seattle o projeto Indymedia. Seu objetivo era de oferecer uma cobertura jornalística alternativa dos acontecimentos que não apareciam nos meios de comunicação convencionais a ser veiculada pela internet, e constituída colaborativamente por qualquer um que se voluntariasse.
O projeto original consistia em um website para a publicação livre, no qual diferentes órgãos de imprensa alternativa publicariam relatos, entrevistas, análises e imagens em copyleft, promovendo o intercâmbio de informações e a cooperação mútua. Durante os protestos, no entanto, não apenas jornalistas independentes, mas os próprios ativistas se manifestaram, publicando seus pontos de vista, fotos e depoimentos. A junção da cobertura dos meios jornalísticos independentes e com os relatos diretos dos participantes provocou um crescimento do site, com mais de um milhão de acessos.
Como consequência do êxito alcançado nas comunicações durante os protestos de Seattle rompendo o suposto cerco midiático, o projeto Indymedia que era temporário transformou-se numa iniciativa permanente. Em 2002, já existiam 89 sites do Indymedia em 31 países e em janeiro de 2006 já eram 150 sites. Atualmente o Indymedia constitui uma das maiores redes globais voluntárias e horizontais de notícias capaz de rivalizar com as coberturas de grandes conglomerados midiáticos na divulgação de informações.

## Consequências

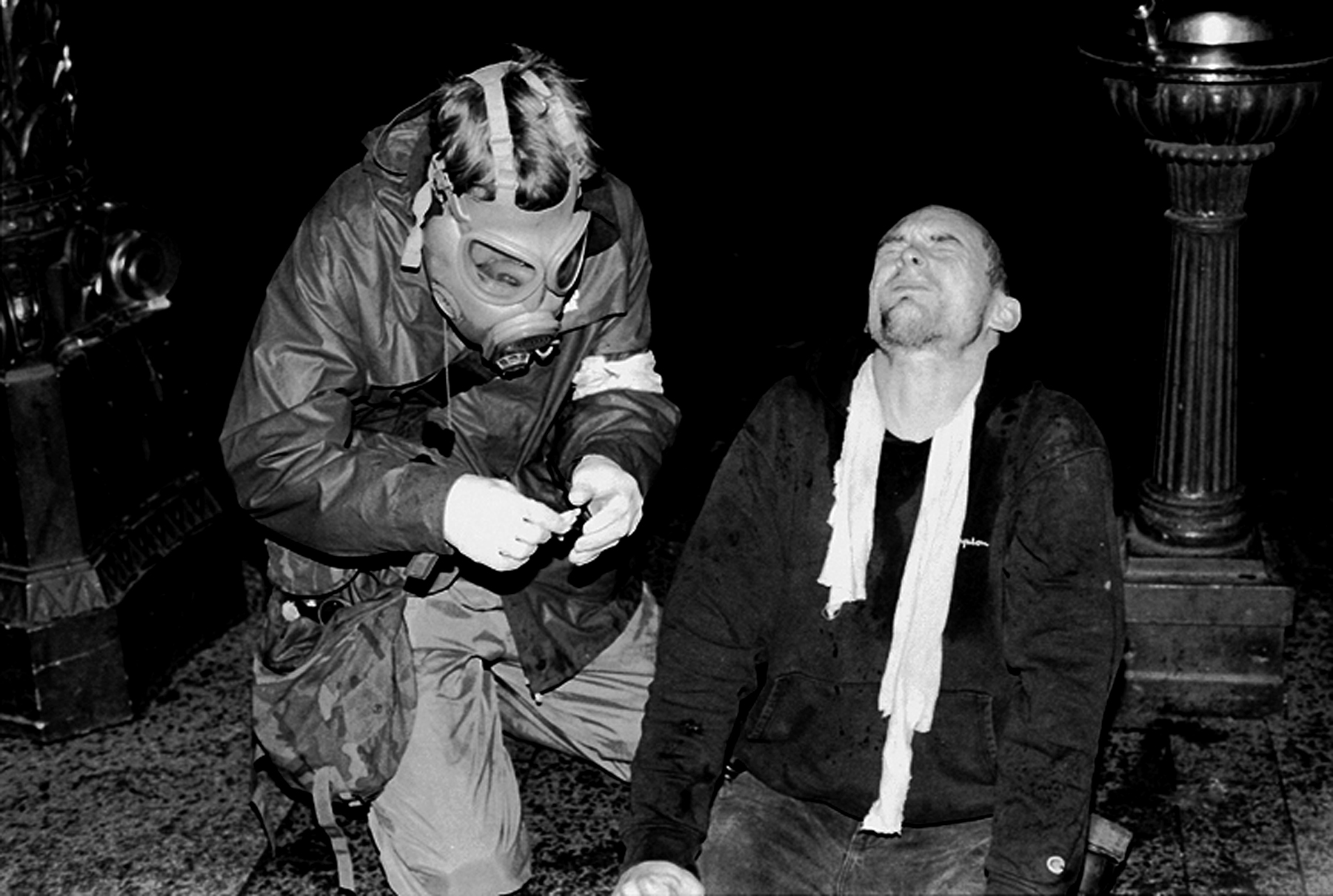
Manifestante atingido por spray de pimenta recebe cuidados médicos de outro manifestante vestido com máscara de gás.

A controvérsia criada sobre a reação das autoridades municipais em resposta aos protestos resultou na demissão do chefe de polícia de Seattle Norm Stamper, impactando também nas eleições primárias de 2001 para prefeito da cidade na qual Shell perdeu para Greg Nickels.
Táticas similares, tanto da parte da polícia como entre os manifestantes, foram repetidas nos encontros subsequentes não só da OMC, como também do Fundo Monetário Internacional (FMI)/Banco Mundial, da Área de Livre Comércio das Américas, e de outras organizações internacionais, bem como nas convenções nacionais dos partidos democrata e republicano nos Estados Unidos.[carece de fontes?]
Para muitos anarquistas ao redor do mundo, os confrontos contra a OMC em Seattle, protestos e manifestações são considerados vitoriosos, vistos como a primeira vitória em solo estadunidense do movimento antiglobalização. Antes da "Batalha de Seattle", não havia quase nenhuma menção deste movimento nos meios de comunicação dos Estados Unidos, através dos protestos esses foram forçados a reportar os motivos do posicionamento contrário de alguns grupos em face da OMC. No entanto, esta foi a segunda vez que este tipo de manifestação massiva ganhou evidência. A primeira ocorreu em 12 de dezembro de 1997 em que organizações anarquistas recém-formadas bloquearam os centros das cidades de Melbourne, Perth, Sydney e Darwin na Austrália.
Em 16 de janeiro de 2004, a prefeitura da cidade de Seattle processada por 157 pessoas que haviam sido presas fora a área de não protesto durante os eventos da OMC, é condenada a pagar a elas um total de 250 mil dólares.
Em 30 de janeiro de 2007 um julgado federal constatou que o governo da cidade de Seattle violou os direitos constitucionais dos manifestantes expressos na Quarta Emenda da constituição estadunidense através de prisões sem uma causa provável ou evidência a ser considerada.
A amplitude das manifestações implicou à prefeitura de Seattle um prejuízo de três milhões de dólares para além dos cálculos de seis milhões de dólares, em parte devido à limpeza da cidade e aos honorários dos policiais. Soma-se ainda o valor do dano aos negócios e propriedades corporativas por vandalismo e perda em vendas, estimado em 20 milhões.

## Batalha de Seattle em vídeo

### Documentários
- 30 Quadros por Segundo: A OMC em Seattle (2000).[48]
- Breaking the Spell (2001).[49]
- Essa É a Cara da Democracia (2000).[50]

### Filme ficcional
- Battle in Seattle (2007).[51]